# 魏天賞
魏天賞，字崍菴，河南遂平縣人。明末清初官員。

## 生平
崇祯十六年（1643年）中癸未科進士。未及授官，甲申之變，李自成陷北京，遂降，授官淮揚鹽運使。順治元年，清兵入關（1644年），仕清。順治三年（1646年），補選內翰林國史院庶吉士，散館授編修。